# Länsi-Herttoniemi

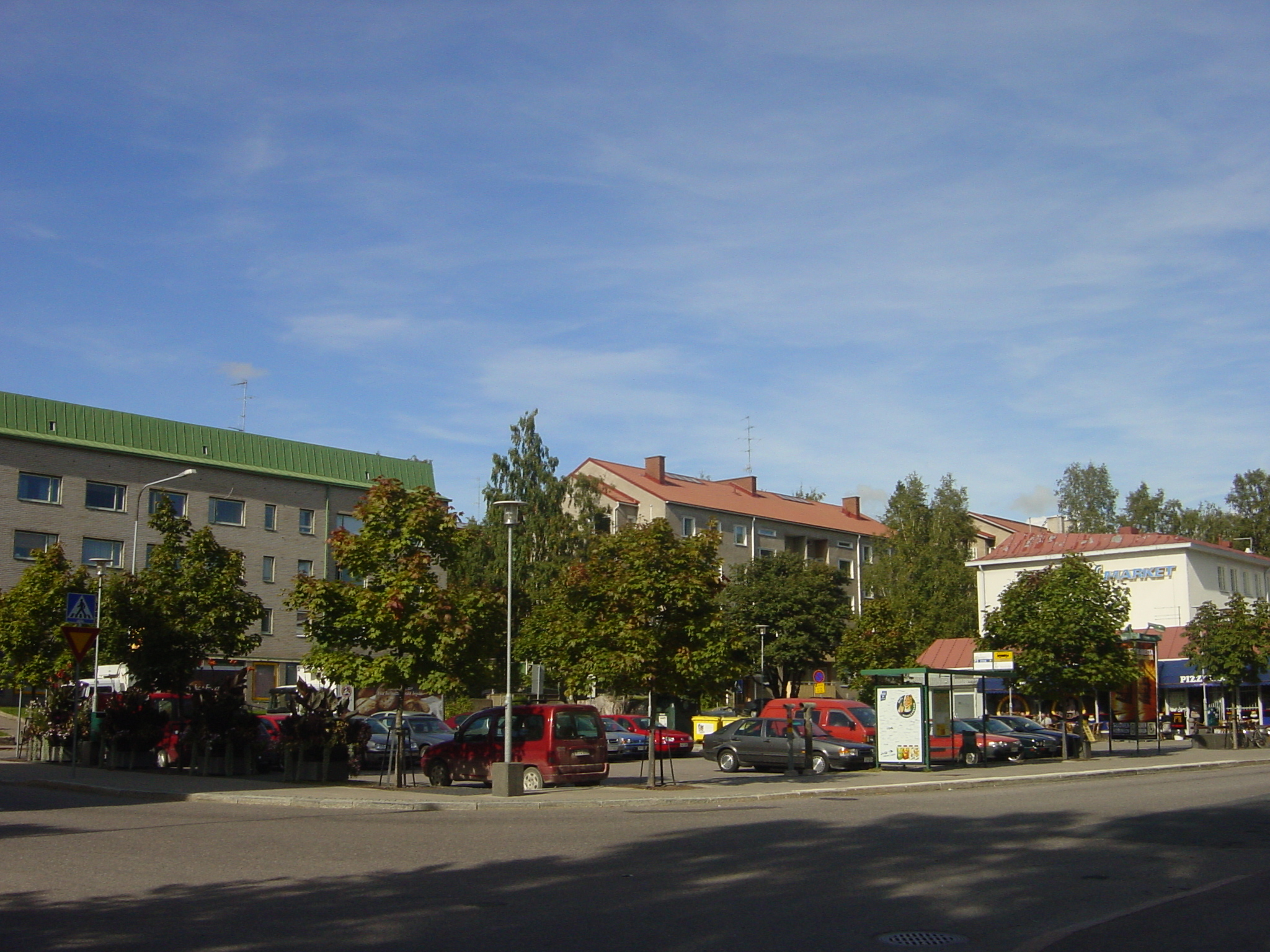
Place du Marché Eränkävijäntori.

Länsi-Herttoniemi (suédois : Västra Hertonäs) est une section du quartier de Herttoniemi d'Helsinki, la capitale de la Finlande.

## Description
Länsi-Herttoniemi a une superficie de 1,02 km2, sa population s'élève à 8 016 habitants(1.1.2010) et elle offre 1 569 emplois (31.12.2008).

## Galerie

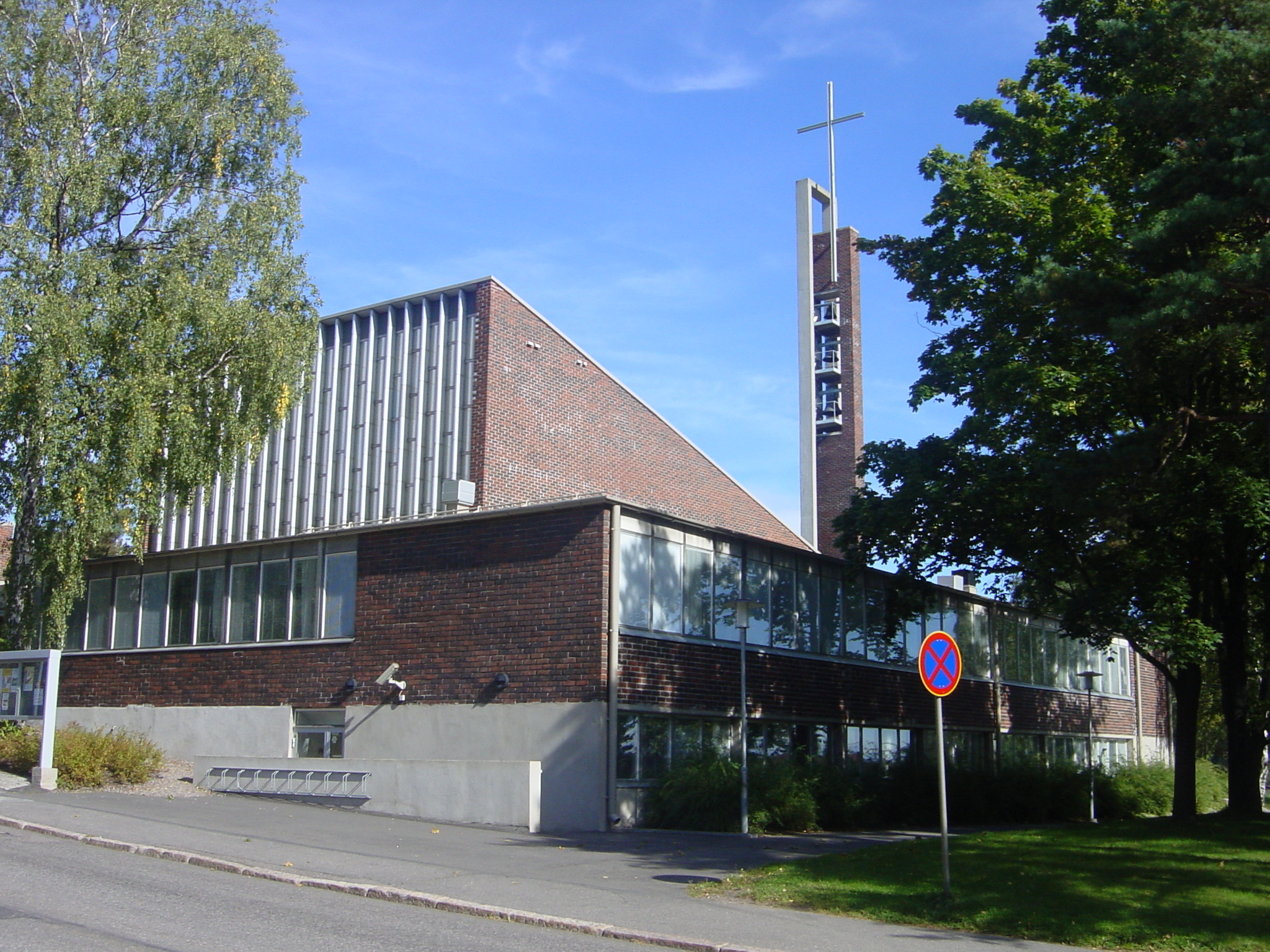
Église de Herttoniemi.
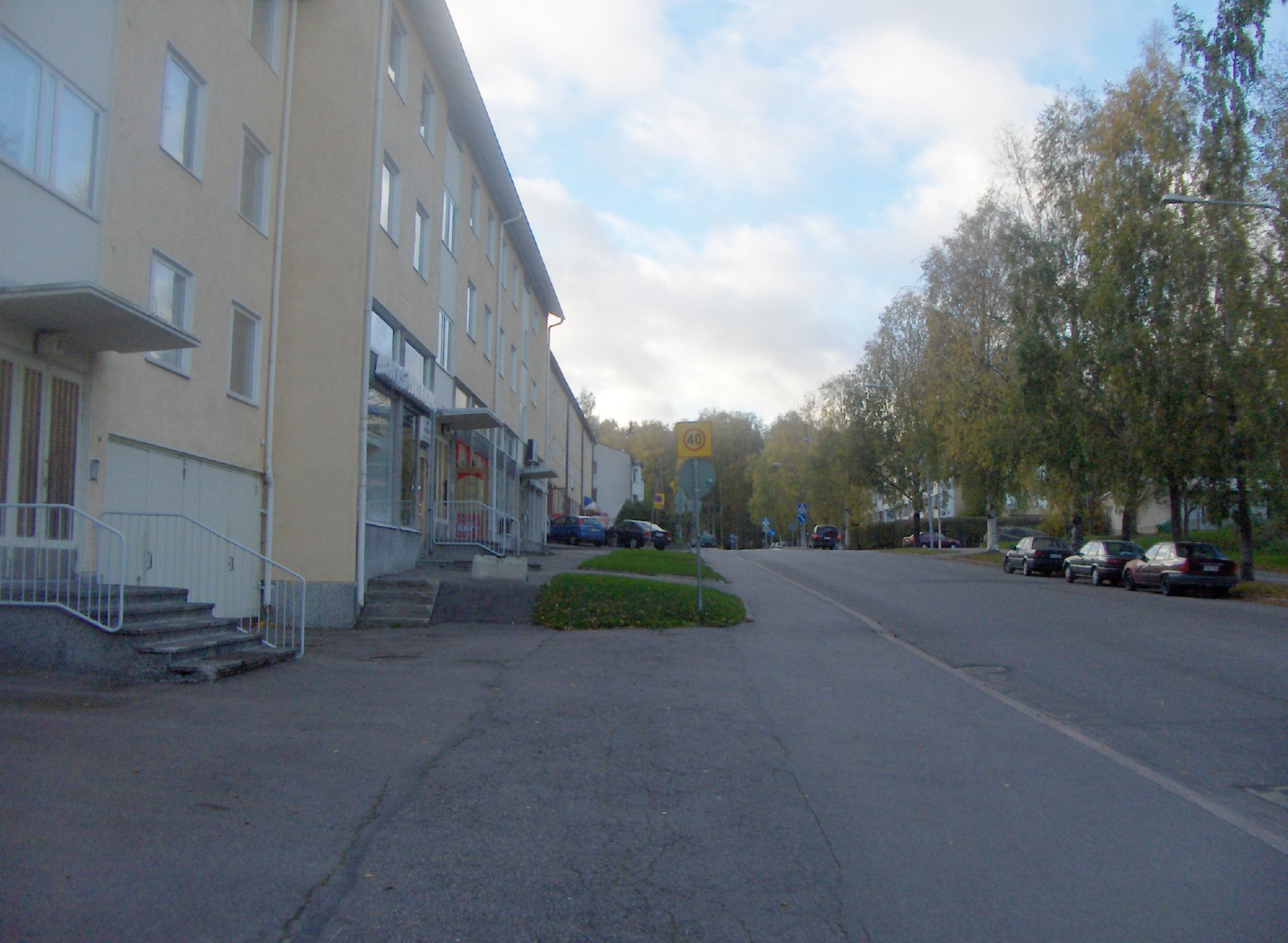
Rue Siilitie.